# Propylea quatuordecimpunctata
Propylea quatuordecimpunctata је мала бубамара из породице Coccinellidae.

## Варијетети
Варијетети обухватају:
- -{Propylea quatuordecimpunctata var. pedemontana Della Beffa, 1913в

## Распрострањење и станиште
Има је у целом Палеарктику, а интродукована је у Северну Америку као агент у борби против пшеничне биљне ваши (Diuraphis noxia). У Србији је широко распрострањена и може се наћи у баштама, парковима, ливадама, шумама.

## Опис
Величине је 3,5–5 милиметара. Боја тела јој је веома варијабилна, постоји и до стотину различитих комбинација обојености и тачака. Због тога се у почетку мислило да се ради о различитим врстама. Боја покрилца је у нијансама жуте и наранџасте. На њима увек има 14 црних тачака, које су некад одвојене а некад скоро срасле заједно, тако да изгледа као да је бубамара црна са светлим тачкама. Негде је зову "бубамара са 14 тачака".

## Биологија
Женка положи 4-15 светло зелених јаја на лишћу или стаблу биљке. Из јајета излазе ларве које се за 8-10 дана пресвуку 4 пута пре него што се улуткају. После 4-5 дана се преобразе у одрасле јединке. Као одраслe презимљавају.

## Значај
У стадијуму ларве хране се биљним вашима, ситнијим инсектима и њиховим јајима, па су веома значајне као природна одбрана гајеним биљкама од организама који им штете.